# 田中良幸
田中 良幸（たなか よしゆき、1980年3月29日 - ）は、フリーアナウンサー。

## 来歴
- 新潟県三条市出身。
- 新潟県立三条高等学校を経て、法政大学社会学部社会学科卒業後、2002年に地元局の新潟総合テレビにアナウンサーとして入社。2006年3月退社後、フリーとなり、フジテレビの朝8時からの情報番組情報プレゼンター とくダネ!（2021年3月26日放送終了）、後継番組めざまし8（2021年3月29日放送開始）、めざましテレビ（中継で不定期で出演する）でリポーターを務めている。(不定期でスタジオ出演する)

## エピソード
- 2014年4月8日、当時理化学研究所・研究員だった小保方晴子が発表したSTAP細胞の論文内容に、不正があったという報道に関しての釈明記者会見時、小保方に対して「ここ一番大事な所ですので、改めて小保方さんのお口から聞かせて下さい。STAP細胞はあるんでしょうか?ないんでしょうか??」と質問したのは当の田中であった。その直後に小保方は「STAP細胞はあります!」と強調しながら断言。この小保方の言葉は、同2014年の「新語・流行語大賞」にノミネートされている[1]。
- ビックリマンのコレクターでもあり、2015年6月2日のとくダネ!で妻が無断で夫のビックリマンコレクションを捨てるというニュースが取り上げられた際は、スタジオに私物のビックリマンコレクションを持参して、「ものすごく腹が立ちました。ロマンです！ これはロマンですよ。旦那さんが崩れ落ちる気持ちも分かります。妻への怒りよりも「コレ」がなくなってしまった悲しみで、多分ボクもヒザから落ちます」と怒りを交えてコメントした[2]。

## 担当番組
現在
- フジテレビ・めざまし8（情報キャスター・リポーター）
- フジテレビ・めざましテレビ（リポーター）[注釈 1]

過去
- 新潟総合テレビ・アルビスタジアムNST・NSTスーパー競馬
- フジテレビ・情報プレゼンター とくダネ!（リポーター）
- フジテレビ・FNN特報　安倍晋三元首相「国葬」フィールドキャスター（2022年9月27日）
  - 木村拓也・小澤陽子・堀池亮介と共同で担当。